# Alfabeto fonetico NATO

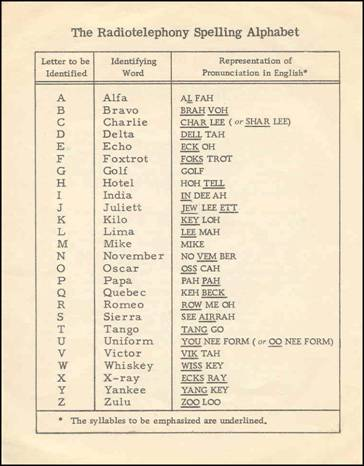
Alfabeto fonetico ICAO

L'alfabeto telefonetico, chiamato spesso anche codice ICAO o meno propriamente "NATO", venne sviluppato negli anni cinquanta del XX secolo dall'Organizzazione Internazionale dell'Aviazione Civile (ICAO) per essere comprensibile (e pronunciabile) per tutti i piloti e gli operatori dell'aviazione civile.
Il suo utilizzo è prescritto dagli standard fraseologici aeronautici internazionali. Rimpiazzò altri alfabeti fonetici, ad esempio quello dell'esercito statunitense ("able baker") e diverse versioni dell'alfabeto fonetico della RAF. Viene a volte erroneamente indicato come Alfabeto fonetico internazionale, che è in realtà il nome ufficiale di un alfabeto usato in linguistica, creato alla fine del XIX secolo e costituito da segni, anche disegnati appositamente.

## Storia
Venne adottato, con piccole modifiche, dalla NATO. L'alfabeto fonetico NATO è ampiamente utilizzato negli affari e nelle telecomunicazioni, in Europa e Nord America. È stato adottato dall'Unione internazionale delle telecomunicazioni (ITU). Anche se è composto da parole inglesi, le lettere codificate possono essere riconosciute facilmente da persone che parlano altre lingue.
| Character | Morse Code | Telephony | Phonic (Pronunciation)          |
| --------- | ---------- | --------- | ------------------------------- |
| A         | ●−         | Alfa      | (AL-FAH)                        |
| B         | −●●●       | Bravo     | (BRAH-VOH)                      |
| C         | −●−●       | Charlie   | (CHAR-LEE) or (SHAR-LEE)        |
| D         | −●●        | Delta     | (DELL-TAH)                      |
| E         | ●          | Echo      | (ECK-OH)                        |
| F         | ●●−●       | Foxtrott  | (FOX-TROTT)                     |
| G         | −−●        | Golf      | (GOLF)                          |
| H         | ●●●●       | Hotel     | (HOH-TEL)                       |
| I         | ●●         | India     | (IN-DEE-AH)                     |
| J         | ●−−−       | Juliett   | (JEW-LEE-ETT)                   |
| K         | −●−        | Kilo      | (KEY-LOW)                       |
| L         | ●−●●       | Lima      | (LEE-MAH)                       |
| M         | −−         | Mike      | (MIKE)                          |
| N         | −●         | November  | (NO-VEM-BER)                    |
| O         | −−−        | Oscar     | (OSS-CAH)                       |
| P         | ●−−●       | Papa      | (PAH-PAH)                       |
| Q         | −−●−       | Quebec    | (KEH-BECK)                      |
| R         | ●−●        | Romeo     | (ROW-ME-OH)                     |
| S         | ●●●        | Sierra    | (SEE-AIR-RAH)                   |
| T         | −          | Tango     | (TANG-GO)                       |
| U         | ●●−        | Uniform   | (YOU-NEE-FORM) or (OO-NEE-FORM) |
| V         | ●●●−       | Victor    | (VIK-TAH)                       |
| W         | ●−−        | Whiskey   | (WISS-KEY)                      |
| X         | −●●−       | Xray      | (ECKS-RAY)                      |
| Y         | −●−−       | Yankee    | (YANG-KEY)                      |
| Z         | −−●●       | Zulu      | (ZOO-LOO)                       |
| 1         | ●−−−−      | One       | (WUN)                           |
| 2         | ●●−−−      | Two       | (TOO)                           |
| 3         | ●●●−−      | Three     | (TREE)                          |
| 4         | ●●●●−      | Four      | (FOW-ER)                        |
| 5         | ●●●●●      | Five      | (FIFE)                          |
| 6         | −●●●●      | Six       | (SIX)                           |
| 7         | −−●●●      | Seven     | (SEV-EN)                        |
| 8         | −−−●●      | Eight     | (AIT)                           |
| 9         | −−−−●      | Nine      | (NIN-ER)                        |
| 0         | −−−−−      | Zero      | (ZEE-RO)                        |

L'alfabeto viene usato per scandire parti di un messaggio o di una segnalazione che sono critiche o difficili da riconoscere durante una comunicazione vocale. Ad esempio il messaggio "procedere alle coordinate DH98" può essere trasmesso come "procedere alle coordinate Delta-Hotel-Niner-Eight" e un aeromobile C-130 può essere menzionato come "Charlie One Three Zero".
Oltre agli alfabeti fonetici della RAF e dell'esercito statunitense citati in precedenza, molti altri alfabeti sono stati usati in passato. Ad esempio quello adottato dalla marina reale britannica durante la prima guerra mondiale oppure quello gergale di trincea della prima guerra mondiale (fronte occidentale) dell'esercito britannico. Quest'ultimo sembra essere l'origine di alcune espressioni colloquiali del personale della aviazione britannica come ack emma per mattino, pip emma per pomeriggio e ack-ack per antiaereo. Ack Emma era anche usato come 'Air Mechanic' dai Royal Flying Corps, 1914-1918.

## Le lettere
Alcuni dei fonemi dell'alfabeto vengono trascritti in modo differente a seconda delle pubblicazioni. In particolare, si può trovare scritto Alpha anziché Alfa e Juliet anziché Juliett; ma poiché la pronuncia è identica e l'alfabeto è pensato per essere parlato e non per la scrittura, questo non costituisce un problema.
| Lettera | Alfabeto telefonetico ICAO      | Fonetico Royal Navy | Fonetico britannico (Prima Guerra Mondiale) |
| ------- | ------------------------------- | ------------------- | ------------------------------------------- |
| A       | Alfa /ˈalfa/                    | Apples              | Ack                                         |
| B       | Bravo /ˈbravo/                  | Butter              | Beer                                        |
| C       | Charlie /ˈʧarli/                | Charlie             | Charlie                                     |
| D       | Delta /ˈdɛlta/                  | Duff                | Don                                         |
| E       | Echo /ˈɛko/                     | Edward              | Edward                                      |
| F       | Foxtrot /foksˈtrɔt/             | Freddy              | Freddie                                     |
| G       | Golf /ˈɡɔlf/                    | George              | Gee                                         |
| H       | Hotel /hoˈtɛl/                  | Harry               | Harry                                       |
| I       | India /ˈindja/                  | Ink                 | Ink                                         |
| J       | Juliett /ˈʤuljet/, /ʒyˈljɛt/    | Johnny              | Johnnie                                     |
| K       | Kilo /ˈkilo/                    | King                | King                                        |
| L       | Lima /ˈlima/                    | London              | London                                      |
| M       | Mike /ˈmaik/                    | Monkey              | Emma                                        |
| N       | November /noˈvɛmber/            | Nuts                | Nuts                                        |
| O       | Oscar /ˈɔskar/                  | Orange              | Oranges                                     |
| P       | Papa /ˈpapa/                    | Pudding             | Pip                                         |
| Q       | Quebec /keˈbɛk/                 | Queenie             | Queen                                       |
| R       | Romeo /ˈrɔmeo/                  | Robert              | Robert                                      |
| S       | Sierra /ˈsjɛrra/                | Sugar               | Esses                                       |
| T       | Tango /ˈtanɡo/                  | Tommy               | Toc                                         |
| U       | Uniform /ˈuniform/, /ˈjuniform/ | Uncle               | Uncle                                       |
| V       | Victor /ˈviktor/                | Vinegar             | Vic                                         |
| W       | Whiskey /ˈwiski/                | Willie              | William                                     |
| X       | X-ray /ɛksˈrei/                 | Xerxes              | X-ray                                       |
| Y       | Yankee /ˈjɛnki/                 | Yellow              | Yorker                                      |
| Z       | Zulu /ˈʣulu/                    | Zebra               | Zebra                                       |

## Numeri
Per i numeri, la convenzione ITU di Atlantic City nel 1947 ha stabilito ufficialmente la pronuncia fonetica indicata. È tuttavia pratica comune, nelle comunicazioni internazionali, proferirli semplicemente in lingua inglese. In tal caso, talvolta al "9" è preferito niner, per evitare confusione col "no" tedesco (nein) la cui pronuncia suona identica a nine, ovvero con "nove", in caso di cattiva ricezione radio.
| Numeri | Pronuncia dei codici ICAO | Pronuncia dei codici ICAO | Codice ITU |
| Numeri | (trascrizione inglese)    | (trascrizione francese)   | Codice ITU |
| ------ | ------------------------- | ------------------------- | ---------- |
| 1      | Wun                       | ouann                     | Unaone     |
| 2      | Too                       | tou                       | Bissotwo   |
| 3      | Tree                      | tri                       | Terrathree |
| 4      | Fow-er                    | fo eur                    | Kartefour  |
| 5      | Fife                      | fa ïf                     | Pantafive  |
| 6      | Six                       | siks                      | Soxisix    |
| 7      | Sev-en                    | sèv n                     | Setteseven |
| 8      | Ait                       | eït                       | Oktoeight  |
| 9      | Nin-er                    | naï neu                   | Novenine   |
| 0      | Ze-ro                     | zi ro                     | Nadazero   |